# Marmur (Czerna)
Marmur – część wsi Czerna w Polsce, położona w województwie małopolskim, w powiecie krakowskim, w gminie Krzeszowice.
W latach 1975–1998 Marmur administracyjnie należał do województwa krakowskiego.